# Rectonychocella solida
Rectonychocella solida är en mossdjursart som först beskrevs av Nordgaard 1907.  Rectonychocella solida ingår i släktet Rectonychocella och familjen Onychocellidae. Inga underarter finns listade i Catalogue of Life.